# Úlfur Grímsson
Úlfur Grímsson (n. 848) foi um víquingue de Halogalândia, Noruega e colonizador de Borgarfiörður, Islândia onde estabeleceu um assentamento em Geitlandi. Era filho de Grímur háleyski Þórisson.
Teve três filhos, Hróaldur (n. 870), Kjárlakur (n. 872) e Hrólfur (n. 874), este último personagem da saga Harðar ok Hólmverja, e pai de Halldóra (n. 944) que fora a primeira esposa de Gizur, o Branco.
A história de Úlfur é atípica e de alguma forma surpreendente no que se refere às sagas nórdicas. Em velho descobre que é pai de um jovem que se acreditava ser o filho da sua falecida esposa e de outro homem.

## Herança
As sagas não referem o nome da sua mulher, no entanto mencionam três filhos:
- Hróaldur Úlfsson (n. 870)
- Kjárlakur Úlfsson (n. 872)
- Hrólfur auðgi Úlfsson (n. 874), apelidade de o Rico (ou o Poderoso).